# Grand Prix automobile d'Allemagne 1996
GP précédent GP suivant
Le Grand Prix automobile d'Allemagne 1996 (Grosser Mobil 1 Preis von Deutschland), disputé sur le circuit d'Hockenheim le 28 juillet 1996, est la 592e épreuve du championnat du monde de Formule 1 courue depuis 1950 et la onzième manche du championnat 1996.

## Classement
| Pos. | No | Pilote                | Écurie             | Tours | Temps/Abandon                      | Grille | Points |
| ---- | -- | --------------------- | ------------------ | ----- | ---------------------------------- | ------ | ------ |
| 1    | 5  | Damon Hill            | Williams-Renault   | 45    | 1 h 21 min 43 s 417 (225,420 km/h) | 1      | 10     |
| 2    | 3  | Jean Alesi            | Benetton-Renault   | 45    | + 11 s 452                         | 5      | 6      |
| 3    | 6  | Jacques Villeneuve    | Williams-Renault   | 45    | + 33 s 926                         | 6      | 4      |
| 4    | 1  | Michael Schumacher    | Ferrari            | 45    | + 41 s 517                         | 3      | 3      |
| 5    | 8  | David Coulthard       | McLaren-Mercedes   | 45    | + 42 s 196                         | 7      | 2      |
| 6    | 11 | Rubens Barrichello    | Jordan-Peugeot     | 45    | + 1 min 42 s 099                   | 9      | 1      |
| 7    | 9  | Olivier Panis         | Ligier-Mugen-Honda | 45    | + 1 min 43 s 912                   | 12     |        |
| 8    | 15 | Heinz-Harald Frentzen | Sauber-Ford        | 44    | + 1 tour                           | 13     |        |
| 9    | 19 | Mika Salo             | Tyrrell-Yamaha     | 44    | + 1 tour                           | 15     |        |
| 10   | 12 | Martin Brundle        | Jordan-Peugeot     | 44    | + 1 tour                           | 10     |        |
| 11   | 16 | Ricardo Rosset        | Arrows-Hart        | 44    | + 1 tour                           | 19     |        |
| 12   | 20 | Pedro Lamy            | Minardi-Ford       | 43    | + 2 tours                          | 18     |        |
| 13   | 4  | Gerhard Berger        | Benetton-Renault   | 42    | Moteur                             | 2      |        |
| Abd. | 2  | Eddie Irvine          | Ferrari            | 34    | Boîte de vitesses                  | 8      |        |
| Abd. | 14 | Johnny Herbert        | Sauber-Ford        | 25    | Boîte de vitesses                  | 14     |        |
| Abd. | 10 | Pedro Diniz           | Ligier-Mugen-Honda | 19    | Accélérateur                       | 11     |        |
| Abd. | 18 | Ukyo Katayama         | Tyrrell-Yamaha     | 19    | Accident                           | 16     |        |
| Abd. | 7  | Mika Häkkinen         | McLaren-Mercedes   | 13    | Boîte de vitesses                  | 4      |        |
| Abd. | 17 | Jos Verstappen        | Arrows-Hart        | 0     | Collision                          | 17     |        |
| Nq.  | 21 | Giovanni Lavaggi      | Minardi-Ford       |       | Non qualifié                       |        |        |

## Pole position et record du tour
- Pole position : Damon Hill en 1 min 43 s 912 (vitesse moyenne : 236,381 km/h).
- Meilleur tour en course : Damon Hill en 1 min 46 s 504 au 26e tour (vitesse moyenne : 230,628 km/h).

## Tours en tête
- Gerhard Berger : 31 (1-23 / 35-42)
- Damon Hill : 14 (24-34 / 43-45)

## Statistiques
- 20e victoire pour Damon Hill.
- 92e victoire pour Williams en tant que constructeur.
- 83e victoire pour Renault en tant que motoriste.
- Gerhard Berger, en tête de la course, casse son moteur à 4 tours de l'arrivée.